# Hauptstadtzoo
Der Begriff Hauptstadtzoo (auch: Berliner Zoo) bezeichnet die seit dem 31. Januar 2007 gemeinsam verwalteten beiden großen Zoos in Berlin, das sind:
- der 1844 eröffnete Zoologische Garten  auf dem Gelände der königlichen Fasanerie;[1] er wurde am 18. August 1913 um das  Berliner Aquarium erweitert,
- der Tierpark in Friedrichsfelde öffnete 1955.

Während der Zeit der Berliner Teilung war der in West-Berlin gelegene Zoologische Garten von Ost-Berlin aus nicht zugänglich. Nach der deutschen Wiedervereinigung gab es dann eine erste Kooperation zwischen beiden Zoos.